# Château de Marigny (Fleurville)
Pour le château situé à Marigny, voir Château de Marigny (Marigny).
Le château de Marigny est situé sur une terrasse dominant la Saône, sur la commune de Fleurville, dans le département de Saône-et-Loire, en France.

## Description
Les bâtiments d'habitation occupent le côté est d'une vaste cour cernée de murailles et flanquée au nord et à l'ouest de trois tours rondes percées de canonnières. On accède à cette cour au sud, par une porte en anse de panier accostée d'une porte piétonne. Des bâtiments à usage agricole s'appuient à la courtine occidentale. 
Le corps de logis principal, de plan carré, est couvert d'une très haute toiture à deux versants. Il est flanqué, dans le même alignement, de deux ailes. À la façade sur cour de l'aile nord est adossée une tour hexagonale dans œuvre couronnée d'un entablement soutenu par de gros modillons en quart-de-rond.
Le château est une propriété privée.

## Protection
Le château de Marigny, qui avait été inscrit au titre des Monuments historiques en 1941, a bénéficié en 2022 d'une protection élargie.
En effet, la découverte d’une mosaïque antique sous les communs du château en 2021 a conduit la conservation régionale des monuments historiques à étendre la protection de ce site, dans la mesure où seuls les éléments bâtis du château avaient été inscrits en 1941 ; ainsi l’inscription au titre des monuments historiques a-t-elle été complétée par un nouvel arrêté pris le 28 avril 2022, intégrant les vestiges antiques identifiés sous la cour du château (des structures de la pars urbana – autrement dit la résidence du maître et de sa famille dans une villa romaine – d’un riche établissement rural).

## Historique

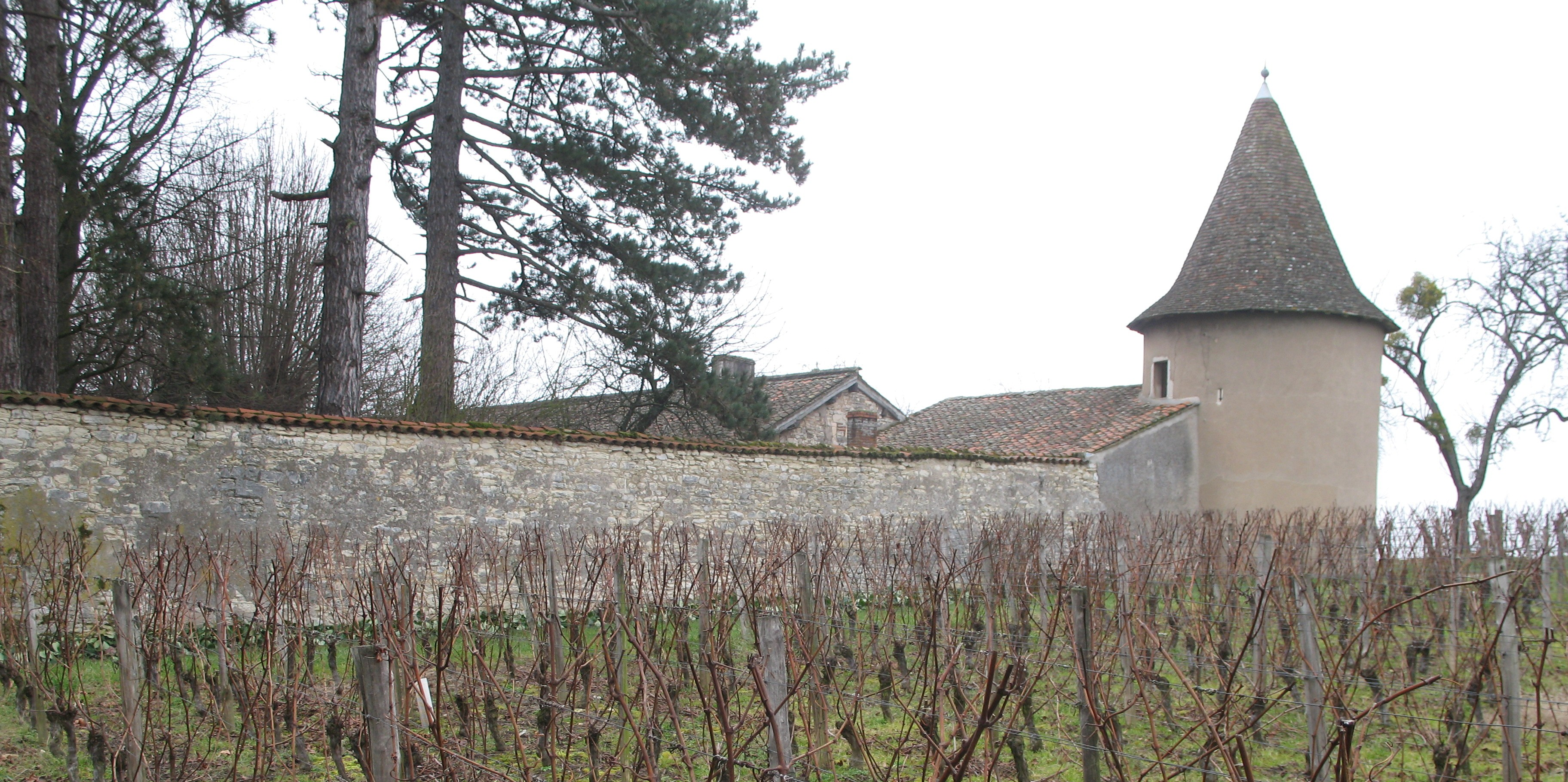
Le château de Marigny : muraille et tour ronde.

- vers 1530 : le fief est constitué par le notaire Philibert Pelez, qui y bâtit une demeure entourée de tours et de murailles.
- peu après 1650 : le domaine parvient à Girard Perrier, avocat au Parlement.
- juillet 1789 : le château des Perrier est pillé par les « Brigands » (épisode de la Grande Peur en Mâconnais).
- 1796 : vente du bien.
- XIXe siècle : le château est la propriété des familles Chalot et Pitré
- 1880 : remaniements importants des appartements.

## Villa gallo-romaine
Fin 2021, l’Institut national de recherches en archéologies préventives (INRAP) a révélé la présence d’une riche villa gallo-romaine à l'emplacement du château, annonce faisant suite à un diagnostic archéologique mené en juillet 2021 sur prescription de l’État (le château de Marigny étant inscrit au titre des Monuments historiques). Cette opération a été diligentée préalablement à la réhabilitation en salles de réception du corps de ferme du château. 
Des sols en mosaïques particulièrement rares pour cette partie de la France ont notamment été mis au jour.